# Сандра Елкасевић
Сандра Елкасевић (дев. Перковић; Загреб, 21. јун 1990) је хрватска атлетичарка. Такмичи се у бацању диска. Национална је рекордерка у бацању диска.

## Каријера
Чланица је атлетског клуба Динамо Зрињевац. На светском првенству за млађе јуниоре 2007. је заузела друго место, са оствареним резултатом од 51,25 м. На Европском првенству наредне године поново је освојила сребро. Тада је бацила диск 55,42 м. Прву златну медаљу је освојила на Европском првенству за јуниоре 2009. у Новом Саду. Победнички резултат је износио 62,44 м, чиме је поставила национални рекорд. Крајем 2009. национални рекорд је поправила на 62,79 м, а затим је то поново учинила 6. марта 2010. у Сплиту.
На Европском првенству 2010. у Барселони освојила је златну медаљу. У квалификацијама није успела да испуни норму која је износила 60,00 метара, али је њено најбоље остварење од 57,70 метара било довољно да се нађе међу 12 најбољих бацачица. Пласман у финале је успела да избори десетим местом у квалификацијама.
Након прве серије, хицем од 62,98 м, нашла се на другом месту одмах иза Румунке Николете Грасу, која је бацила диск 63,48 метара. Тек након бацања у последњој серији, успела је да претекне своју ривалку бацивши диск 64,67 метара.
У оквиру Европске атлетске конвенције која је одржана у Београду 16. октобра 2010. Сандра Елкасевић је проглашена за европску атлетичарку године у категорији атлетске звезде у успону 2010. године.

## Лични рекорди
Стање август 2015.
| Дисциплина   | Резултат | Датум            | Место             | Белешка |
| ------------ | -------- | ---------------- | ----------------- | ------- |
| Бацање диска | 71,41 м  | 16. август 2014. | Цирих, Швајцарска | НР      |